# پتر هانیچ
پتر هانیچ (مجاری: Péter Hannich؛ زادهٔ ۳۰ مارس ۱۹۵۷) بازیکن فوتبال سابق اهل مجارستان بود که در پست هافبک بازی می‌کرد.
از باشگاه‌هایی که در آن بازی کرده‌است می‌توان به باشگاه فوتبال دیوری ای‌تی‌او، باشگاه فوتبال نانسی، و باشگاه فوتبال ام‌تی‌کی بوداپست اشاره کرد.
وی همچنین در تیم ملی فوتبال مجارستان بازی کرده‌است.